# Ноеполі
Ноеполі (італ. Noepoli) — муніципалітет в Італії, у регіоні Базиліката, провінція Потенца.
Ноеполі розташоване на відстані близько 390 км на південний схід від Рима, 80 км на південний схід від Потенци.
Населення — 898 осіб (2014).
Щорічний фестиваль відбувається 6 серпня. Покровитель — Madonna di Costantinopoli.

## Демографія
Населення за роками:

Станом на 1 січня 2023 року в муніципалітеті офіційно проживало 29 іноземців з 8 країн, серед них 21 громадянин країн Євросоюзу та 1 громадянин України.

## Сусідні муніципалітети
- Черсозімо
- К'яромонте
- Колобраро
- Сан-Костантіно-Альбанезе
- Сан-Джорджо-Лукано
- Сан-Паоло-Альбанезе
- Сенізе
- Вальсінні